# SG (chanson)
Singles par DJ Snake
Pondicherry
(2021) Disco Maghreb
(2022)
Singles par Ozuna
Emoji de Corazones
(2021) Señor Juez
(2021)
Singles par Megan Thee Stallion
Crazy Family
(2021) Megan's Piano
(2021)
Singles par Lalisa
Lalisa
(2021) Money
(2021)
Clip vidéo
(en) [vidéo] « "SG" (Official Music Video) », sur YouTube
SG (acronyme de "Sexy Girl") est une chanson du DJ et producteur franco-algérien DJ Snake en featuring avec Ozuna, Megan Thee Stallion et Lisa. Le titre est sorti le 22 octobre 2021 en téléchargement numérique sur le label Interscope Records. Le morceau a été écrit par William Grighacine, Juan Carlos Ozuna Rosado, Megan Pete, Lisa, Donny Flores, J. Lauryn, Jean Pierre Soto, Lewis Hughes, Nicholas Audino, Omar Walker et Teddy, et est produit par William Grighacine et Yampi.

## Clip vidéo
Le clip est publié sur YouTube, le 22 octobre 2021 et est réalisé par Colin Tilley.

## Liste des titres
| 1. | SG | 3:45 |

## Classements
| Classement (2022)                       | Meilleure position |
| --------------------------------------- | ------------------ |
| Suisse (Schweizer Hitparade)            | 56                 |
| France (SNEP)                           | 87                 |
| Belgique (Wallonie Ultratop 50 Singles) | 40                 |
| Royaume-Uni (UK Singles Chart)          | 28                 |
| Portugal (AFP)                          | 167                |

## Certification
| Région                                                                                                 | Certification | Ventes/Streams |
| --- | ------------- | -------------- |
| France (SNEP)                                                                                          | 1 × Or        | 150 000*       |
| *Ventes selon la certification ^Mise en rayon selon la certification xNon précisé par la certification |               |                |